# Joseph Schumpeter
Joseph Alois Schumpeter, född 8 februari 1883 i Triesch i kejsardömet Österrike-Ungern (nuvarande Třešť i Tjeckien), död 8 januari 1950 i Taconic, Connecticut, var en österrikisk-tysk-amerikansk nationalekonom som främst blivit känd för sina studier av ekonomisk utveckling. För Schumpeter var entreprenören den fundamentala faktorn bakom den industriella revolutionens utveckling. Hans definition av entreprenörskapet är någon som genomför nya kombinationer och innovationer av en redan existerande produkt.
Schumpeter skilde på radikala (omvälvande) och inkrementella (stegvisa) innovationer. Han menade att radikala innovationer medför en nödvändig nedbrytning av existerande strukturer, nödvändig nedbrytning för att ny utveckling och nytt kunskapsbyggande ska kunna få utrymme. Han kallade detta för kreativ förstörelse. Resonemanget gick ut på att samtidigt som innovation är nödvändig för nya utvecklingssteg, medför radikal innovation att existerande kunskap och existerande strukturer görs mindre värdefulla genom att nya kunskaper och strukturer utvecklas. 
Ett exempel på radikal innovation och kreativ förstörelse skulle kunna vara e-post, som medförde nya beteendemönster och nya sätt att organisera sig samtidigt som gamla kunskaper om utformning av brev och användning av telefax/telex blev överflödiga. Ett annat exempel är den elektroniska räknedosan som var överlägsen mekaniska räknemaskiner både i pris och prestanda. Kunskapen om hur man tillverkar en mekanisk räknemaskin blev plötsligt helt oanvändbar och en hel bransch slogs ut (se Facit).
I boken Kapitalismus, Sozialismus und Demokratie från 1942 framför Schumpeter sin demokratiteori. Schumpeter menar att det som skiljer en modern demokrati från en diktatur är att befolkningen i en demokrati kan välja mellan flera, konkurrerande eliter. I övrigt anser han att vanliga människor är mer eller mindre för inkompetenta för att syssla med politik. Därför såg Schumpeter också borgarklassen som den maktfaktor i samhället som hade kraft och framförallt kunskap att på sikt utgöra den dominerande eliten efter kapitalismens fall. Därmed dömde Schumpeter också ut Marx men inte för teorin att kapitalismen var dömd till undergång, vilket de båda förebådade, utan för att socialism inte kommer att införas genom en revolution skapad av proletariatet. Schumpeter såg istället socialismen som den naturliga fortsättningen på en allt sämre fungerande kapitalism och de som ägde förmågan att driva den nya förvaltningsekonomin var enligt Schumpeter den allt rikare medelklassen.
Schumpeters demokratiteori kritiseras hårt i Carole Patemans bok Participation and Democratic Theory från 1970. Pateman vill återvända till ett demokratiskt system med stort folklig deltagande, så kallad deltagardemokrati eller participatorisk demokrati.

## Österrikes finansminister
Schumpeter fungerade även som opolitisk finansminister i den kortlivade republiken Tysk-Österrike, mellan 15 mars och 17 oktober 1919. Han efterträddes av Richard Reisch, som innehade posten i ett fåtal dagar innan republiken upphörde den 21 oktober 1919.